# George Musulin
George "Guv" S. Musulin (New York, 9. travnja 1914. – Bethesda, 23. veljače 1987.) bio je časnik Odjela za strateške operacije (OSS) i mornaričke obavještajne agencije, a 1950. godine je postao CIA agent.
George Musulin je rođen u srpskoj obitelji u New Yorku i odrastao je u Georgetownu, Pennsylvania. Diplomirao je na sveučilištu u Pittsburghu, gdje je igrao u sveučilišnoj nogometnoj momčadi. Nakon koledža igrao je profesionalni američki nogomet u St. Louisu i Chicagu.

## Drugi svjetski Rat
Musulin je postao satnik u OSS tijekom Drugog Svjetskog Rata. Sredinom listopada 1943. godine, Musulin je, kao član američke vojne misije, spušten padobranom u Jugoslaviju u glavni stožer generala Draže Mihailovića. 29. svibnja 1944., Musulin je, uz pomoć četnika, bio evakuiran uz britansku i američku misiju te 40 spašenih pilota Saveznika u Bari, ostavljajući generala Mihailovića bez podrške. U Bariju je Musulin predložio drugu akciju spašavanja američkih pilota oborenih iznad Jugoslavije. Ponovo je izbačen padobranom na četničko područje, u blizini sela Pranjani, gdje su nekoliko stotina američkih pilota spasile četničke snage te ih skrivale od Nijemaca. Musulin je uspješno zapovijedao zračnom Operacijom Halyard, spašavanjem oko 447 pripadnika američkih zračnih snaga iz Jugoslavije pod nacističkom okupacijom, od 10. do 29. kolovoza 1944. Iako je ova operacija bila uspješna, zahvaljujući suradnji s generalom Mihailovićem, Musulinu je zapovijeđeno da se četnicima ne daju politička obećanja, što je prekršio kada je dopustio članovima političke misije generala Mihailovića ukrcaj u zrakoplov. U to vrijeme Britanci su bili glavni autoritet Saveznika u Mediteranu, te se njihov operativni časnik za specijalne operacije (SOE) požalio Musulinovim nadređenima u OSS, koji su odlučili da ga udalje iz službe. Krajem 1944. godine Musulin je prebačen na Daleki istok u okviru mornaričke obavještajne službe, gdje je ostao do kraja rata.

## Poslijeratne godine
Nakon rata, CIA je provela vlastitu istragu o Musulinu, te je došla do zaključka da je postupao ispravno i da je on postao žrtva Jamesa Klugmanna i drugih britanskih agenata u SOE s komunističkim simpatijama. Za svoje zasluge, Musulin je bio odlikovan Medaljom časti.
Musulin je otišao iz Ureda mornaričke obavještajne agencije te se pridružio CIA-i 1950. godine, gdje je ostao do umirovljenja 1974. godine. Tijekom obavještajne karijere, Musulin je pripadao tvrđoj struji jastrebova u CIA-i. Musulin nije bio uredski službenik, već operativni agent. On je bio dio tima odgovornog za novačenje i obuku kubanskih iseljenika za borbu protiv režima Fidela Castra. Bio je razočaran neuspjehom iskrcaja u zaljevu Svinja te gubitkom ljudskih života.
Musulin je umro od komplikacija dijabetesa u dobi od 72 godine.